# Еламанов, Али
Али Еламанов (1902 год, село Тюмень-арык — 20 марта 1975 год) — звеньевой колхоза «Ельтай» Яны-Курганского района Кзыл-Ординской области, Казахская ССР. Герой Социалистического Труда (1949).

## Биография
Родился в 1902 году в селе Тюмень-арык в бедной казахской семье.
Окончил четыре класса начальной школы. С 1930—1958 года — колхозник, звеньевой колхоза «Ельтай» Яны-Курганского района.
В 1941 году собрал 48,4 центнера риса с каждого гектара. С 1942 году трудился в колхозах около Гурьева и Сталинграда, участвовал в строительстве канала в деревне Сунаката в Жанакорганском районе. В 1946 году возвратился в родное село, где продолжил работать в колхозе. Возглавлял рисоводческое звено. В 1948 году звено, которым руководил Али Елеманов, собрало в среднем 85 центнеров риса с каждого гектара. За эти выдающиеся трудовые достижения был удостоен в 1949 году звания Героя Социалистического Труда.
С 1958 по 1960 года работал в чабанской бригаде.
Скончался в 1975 году.
Награды
- Герой Социалистического Труда — указом Президиума Верховного Совета СССР от 20 мая 1949 года
- Орден Ленина